# Nastopil, Krînîcikî
Nastopil (în ucraineană Настопіль) este un sat în comuna Preobrajenka din raionul Krînîcikî, regiunea Dnipropetrovsk, Ucraina.

## Demografie
Componența lingvistică a localității Nastopil
     Ucraineană (100%)
Conform recensământului din 2001, toată populația localității Nastopil era vorbitoare de ucraineană (100%).